# 若望·費舍爾
圣若望·费舍尔（英語：Saint John Fisher；1469年10月19日—1535年6月22日）是一位英格兰王国的罗马天主教主教、樞機和殉道圣人。他与圣托马斯·莫尔共用罗马天主教会的6月22日和英格兰教会的7月6日为他们的圣日。费舍尔由于在英格兰宗教改革中拒绝接受亨利八世成为英格兰教会的首领，并且支持教宗才是大公教会的权威首领而被亨利八世处决。

## 早期生活
费舍尔1469年出生于英格兰约克郡的贝弗利，父亲是罗伯特·费舍尔，母亲是在贝弗利和阿格尼做生意的商人。他们一共有4个孩子，若望是长子。父亲去世时，若望只有8岁。随后母亲改嫁，嫁给威廉怀特，并生了5个孩子。费舍尔的孩童时期可能是在其家乡的教会学校读书，他就读于贝弗利文法学校，现在该校的议院以费舍尔的名字命名。
受到威廉·梅尔顿（一位充满牧灵思想的神学家，研究文艺复兴所带来的改革）的影响，费舍尔1484年就读于剑桥大学的迈克尔学院。费舍尔在1487年获得了学士学位，随后在1491年获得硕士学位，同年，他成为剑桥大学的研究员，同时还成为了约克郡若斯阿勒尔顿的牧师。1494年，他辞去了牧师的职务去做大学的学监。3年后，被任命为master debator，差不多同一时期他成为了玛格丽特·博福特（德比和里士满伯爵夫人，亨利七世的母亲）的专职神父和忏悔牧师。
1501年7月5日，他获得了神学博士学位，并在10天后成为剑桥大学副校长。在费舍尔的引导下，玛格丽特资助建立了剑桥的圣约翰学院和基督学院，玛格丽特同时出任牛津和剑桥两个大学的神学教授职位。费舍尔自己成为剑桥大学的第一任主席。同年，他担任皇后学院的主席（1505年－1508年）。1516年7月底，他成立了剑桥的圣约翰学院的和学院的礼拜堂。
费舍尔四处募集资金，并吸引欧洲知名学者到剑桥来，他不仅促进了古代拉丁文和希腊文著作的研究，还对希伯来语进行了研究。他是一位心灵神父，十分看重他的神父信仰。费舍尔的基金会还专门为死者祈祷，特别是那些小教堂的基金会。费舍尔深谋远虑，并且全心全力的投入到他的事业中去。他是一名学者也是一名神父，严于律己，宽以待人，一丝不苟。尽管遇到一些零星的反对，但他仍然掌管着剑桥大学，全英格兰唯有的两所大学中的一所。他有一个远大的目标，并一直在等待机会，他繁忙工作之余不忘著书立说，发表宗教刊物，他坚持学习拉丁语和希伯来语，即使在他的晚年依然如此，这足以说明他拥有惊人的意志力。

## 主教
1504年10月14日在亨利七世的坚持之下，若望费舍尔被教宗任命为罗切斯特主教。罗切斯特是当时在英国最贫穷的教区，通常被视为一个教士职业生涯的第一步，但也许是费舍尔自己的选择，他在这个职务上做了31年。他志在成为一名模范主教。与此同时，和其他主教一样，他也能获得一些税收。费舍尔始终保持着对剑桥大学的兴趣和热爱。在1504年他被选为英国剑桥大学校长，并连续十年当选，此后则终身任职为剑桥校长。在这个日期，他担任亨利王子（也即后来的亨利八世）的导师。1509年，他的名声日盛。国王亨利七世和玛格丽特皇太后去世期间，费舍尔被任命为丧礼布道主讲，布道词保存至今。
尽管他名声远播和雄辩滔滔，但没过多久他便与新国王，他从前的学生，亨利八世发生了争论。
他在1512年被任命为拉特兰教堂第五次理事会的英国代表，但他去罗马的行程被推迟了，最后不得不放弃这次行程。
传言，那篇在1521年出版的，抨击路德的皇家论文即《七件圣事之守护》的真正作者是费舍尔。正是这篇论文，为亨利八世赢得了来自教宗的“信仰之守护”的称号。在此之前，费舍尔曾谴责各种指责罗马教会的言论，强烈的要求训诫宗教改革者。约1526年2月11日，奉国王的命令，他在圣保罗十字教堂发表了一次著名的反马丁路德的布道，而且越到晚年他反新教的立场越加坚定，发表了很多有争议的反新教的著作。费舍尔在1529年下令逮捕并审问了威廉·廷达勒的追随者托马斯·黑顿。和廷达勒一样，他被作为异端拷打并处死。

## 为阿拉贡的凯瑟琳辩护
自从亨利八世要与阿拉贡的凯瑟琳离婚的事情爆发之后，费舍尔就成为皇后的主要支持者和顾问。他作为皇后的代理人出席宗教法庭，他用他的义正辞严，刚直不阿让旁听者感到震惊，他向众人郑重宣告，他愿意像圣经中的聖若翰洗者那样为了神圣不破的婚姻而死。这番言论传到了亨利八世耳中，亨利八世非常愤怒，他亲自用拉丁文写了一篇长篇演讲给教宗特使来回应若望费舍尔。费舍尔的复本至今仍在，从副本页边的注解中，看得出他对国王的怒火满不在乎。罗马方面对费舍尔的言论不了了之，但国王却无法原谅他的所作所为。

## 亨利攻击教会
1529年11月，亨利八世利用其在国会的权力开始了一系列反对罗马教会的行动。当时作为上议院议员的费舍尔立即警告国会，称这种行为将彻底破坏英国天主教会。而在下议院，也许是在国王的授意下，议员向国王控诉费舍尔曾贬损国会。这次控诉对亨利八世而言机不可失，他立即传召费舍尔，要求其作出解释。费舍尔作出解释后，亨利八世当面表示不再追究，却私下授意下议院对此解释不满，这样在世人面前亨利八世是个宽宏大量的君主，而不是费舍尔的敌人。
一年后，于1530年，由于不能忍受对教会的持续抨击，费舍尔联合巴斯和伊利的主教共同向罗马教廷圣座提出控诉。这又给了亨利八世机会，他立即颁布了禁止此类控诉的法令，并逮捕了这三个主教。不过，对于他们的监禁只持续了数月，1531年2月，评议会召开，费舍尔也出席了。会上主教們因为此前认可了樞機托马斯·沃尔西作为教宗使节的身份而被迫向国王缴纳10万英镑以求得原谅，同时要承认亨利八世是英格兰教会的最高首领，对此说法，费舍尔并不认可，在其斡旋之下，在“英格兰最高首领”之前附加了一句“只要上帝的法律允许”的附加语。
几天以后，费舍尔的几个仆人因为在家中吃了一些粥之后生了病，并导致两人死亡的后果。事后查明是费舍尔的厨子，理查德瑞斯干的，其随后被处死（英国史上第一个被煮死的人）。

## 国王的大事件
1532年2月之后发生了一连串的事件。1532年5月，托马斯·莫尔辞去了首相一职，6月，费希尔公开表示反对离婚。8月，坎特伯雷大主教威廉·沃厄姆去世，亨利八世立即向教宗提议由托马斯·克兰默继任。在1533年1月，亨利八世与安妮·博林秘密结婚。3月克兰默作为主教为国王和新王后举行了仪式，一个星期后，费舍尔被逮捕。这当然是为了克兰莫能在5月顺利宣布国王和阿拉贡的凯瑟琳离婚而扫清道路，因为在安妮·博林在6月1日加冕之后的两个星期，费舍尔就被无罪释放了。在1533年秋天，国王大批逮捕了与肯特圣女伊丽莎白·巴顿（其散布如果国王和安妮结婚的话，国王将在不久之后死去的流言）有关的人物，费舍尔也牵扯其中，但由于费舍尔在12月身患重病，因此推迟了对他的审讯。直到1534年3月，一个旨在褫夺罗彻斯特主教财产及其串谋肯特圣女的特别条例草案通过了。费舍尔被判处没收个人全部财产并且国王下令将其监禁。在支付了300镑的罚款后才释放了他。
议会的同届会议上通过了《1533年皇位繼承法令》（即《第一項皇位继承法令》，要求立安妮尚未出生的孩子为继承人，并判定玛丽为私生女），并强行要求所有人对该法宣誓，承认亨利和安妮是合法的王位继承人，否则将按叛国罪罪处。由于费舍尔拒绝宣誓，他于1534年4月26日被关入伦敦塔。由于各种要求他认罪的努力落空了，于是在11月，他再次被控叛国罪，在此之前，从3月1日开始剥夺他的财产，6月2日剥夺其罗切斯特主教一职。他在伦敦塔内被关一年多，期间允许他的朋友或仆人来送些食物，但是直到其生命终了都不允许一个牧师接近他。监禁在伦敦塔期间费舍尔曾写给托马斯·克伦威尔一封长信，信中提到了他在狱中恶劣的生活条件。
由于法律规定，只有恶意攻击国王的新头衔（英国教会首领）的人才会被判罪，因此费舍尔和托马斯·莫尔一样，始终保持沉默而免于罪责。但是，在5月7日，他中了理查德·瑞驰的圈套，正是此人作伪证让托马斯·莫尔罪名成立。他告诉费舍尔国王想知道费舍尔的真实想法，而出于他自己的良知他将严格保密。作为一名牧师，习惯于用良心守密的说法，于是费舍尔相信了他。费舍尔说“在上帝的法律之下，国王不是，也不可能是英格兰教会的首领”。因此费舍尔的罪名成立了。

## 樞機和死刑

费舍尔作為樞機的牧徽

教宗保祿三世於1535年5月敕封费舍尔为司鐸級樞機，領聖維大理堂區司鐸銜。這显然是希望亨利八世减轻对费舍尔的刑罚。但效果却适得其反，亨利禁止樞機紅帽送到英国，反而宣称将送费舍尔的头去罗马。6月，专门审判费舍尔的特别委员会成立，6月17日星期四，一个十七人组成的法庭在西敏寺开庭审讯费舍尔，这十七人包括托马斯·克伦威尔、安妮·博林的父亲和其他十个法官。指控的罪名是叛国罪，原因是他否认国王是英国教会最高元首。由于他已经被剥夺了罗切斯特主教的身份，因此他被当作一个普通人由陪审团审判。庭审中唯一的证词是理查·瑞驰作出的。费舍尔被判决有罪，处绞刑，并将在伦敦行刑场车裂。
不过，一些流言蜚语在伦敦民众之间流传，人们发现若望·费舍尔和圣经中的聖若翰洗者不仅名字相似而且遭遇也雷同，聖若翰洗者是因为反对希律王安提帕斯娶他兄弟离异的妻子而被处死。由于担心如果若望费舍尔活过6月24日（即他的同名守护神聖若翰洗者的诞辰）会招来公众对他的极大同情，因此国王下令将原来的刑罚减轻为斩首，并在6月23日（即圣若望的诞辰守夜日）之前处决。1535年6月22日，费舍尔在伦敦塔山上被处决。他的死不仅没有平息民众对于他和圣若望的比较，反而由于圣若望也是死于斩首，更加印证了他与圣若望之间的联系，这是亨利八世始料未及的。
费舍尔主教的最后时刻与他以前的人生没有两样。他视死如归，平静而有尊严的面对死亡感动了所有在场的人。之后在亨利的命令之下，他的尸体被剥光衣服，一整晚的被挂在脚手架上，之后尸体被长矛刺穿，并丢到奥哈罗斯教堂院子一个粗糙的坟墓裡。没有任何葬礼祈祷。两星期后，他的尸体被放在托马斯·莫尔的旁边，地方在伦敦塔内圣彼得教堂裡。主教的头被放在伦敦桥杆上示众，但即使在死了两个星期，他的头依然面色红润，栩栩如生，兴奋异常，之后他的头被抛入泰晤士河（死后遭遇和托马斯·莫尔一样）。
若望·费舍尔是一个受到全欧洲普遍尊敬的人。教宗良十三世於1886年12月29日颁布赐福令，一共54个英国殉道者被宣福，宣福式最好的位置都给予了若望·费舍尔。1935年5月19日，在英国天主教徒的呈请之下，教宗庇护十一世將他和托马斯·莫尔封为圣人。

## 画像
费舍尔有不少画像传世，最有名的是小汉斯荷尔拜因所画并为皇家收藏，以及一些遗物被保存。若望费舍尔在电视劇《都铎王朝》中由博斯科·霍根饰演。

## 遗物
圣若望费舍尔的拐杖存於牛津郡，现在为艾斯顿家族拥有。

### 引用
1. ↑  .   [2011-11-03]. （原始内容存档于2008-07-26）.